# Paul Cameron

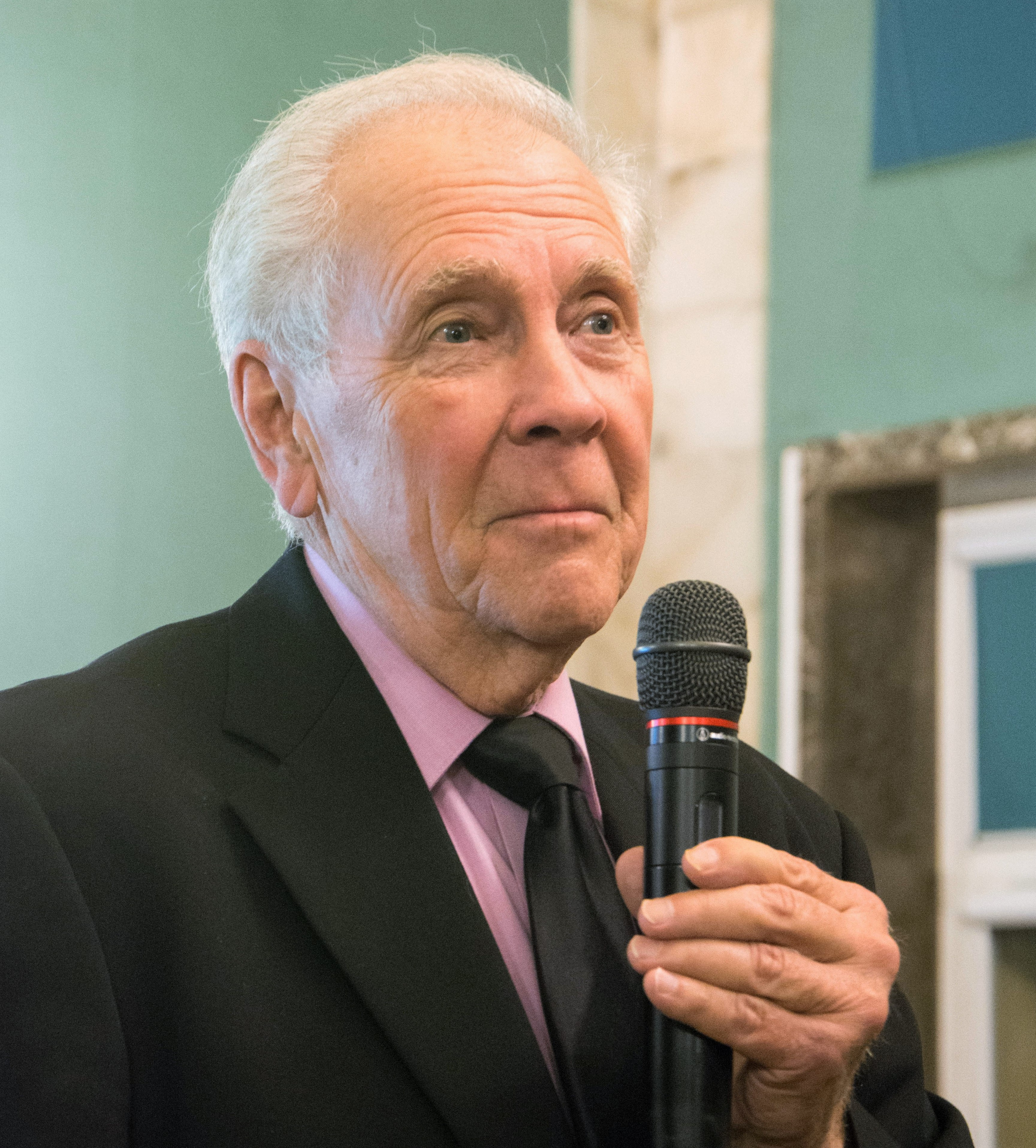
Paul Cameron, Kielce, 14.11.2019

Paul Drummond Cameron (ur. 9 listopada 1939 w Pittsburghu) – amerykański psycholog zajmujący się głównie kwestiami związanymi z homoseksualizmem, a także wpływem biernego palenia na zdrowie.

## Życiorys
Cameron urodził się w Pittsburghu, w Pensylwanii, 9 listopada 1939. W 1961 otrzymał tytuł licencjata na Los Angeles Pacific College, rok później magisterium na California State University w Los Angeles, a w 1966 obronił doktorat na University of Colorado Boulder. Pracował na kilku uczelniach jako pracownik naukowy. W tym czasie prowadził badania, m.in. nad biernym paleniem oraz wpływem posiadania domowych zwierząt na poziom zadowolenia z życia.
W 1982 założył Scientific Investigation of Sexuality in Lincoln, który zajmował się głoszeniem tez nieprzychylnych wobec homoseksualizmu. W 1984 zmienił nazwę instytucji na Family Research Institute. Przeprowadził szereg badań, które jego zdaniem potwierdzają tezy, że homoseksualizm jest patologią i zagrożeniem cywilizacji.
W 2016 Episkopat Polski zorganizował konferencję z udziałem Camerona, podczas której ksiądz Przemysław Drąg (dyrektor Krajowego Ośrodka Duszpasterstwa Rodzin), zadeklarował poparcie Kościoła dla tez wysuwanych przez psychologa.

## Badania naukowe i poglądy
Według Camerona, homoseksualizm powinien być prawnie zakazany, a osoby homoseksualne poddane leczeniu. Jak twierdzi, depenalizacja homoseksualizmu doprowadziła do powstania lobby homoseksualnego, które domaga się przywilejów dla gejów i lesbijek. Family Research Institute znajduje się na liście amerykańskich „grup nienawiści” organizacji Southern Poverty Law Center zajmującej się obroną praw obywatelskich.
Cameron uważa także, że osoby homoseksualne nie mogą być nauczycielami, ponieważ mogłyby „zarażać” homoseksualizmem uczniów. Na podstawie przeprowadzonych przez siebie badań doszedł do wniosku, że posiadanie homoseksualnych rodziców ma bardzo duży wpływ na orientację seksualną dziecka (metodyka – analiza 77 dorosłych związków homoseksualnych, brak grupy kontrolnej).
Cameron wyróżnił cztery szkodliwe czynności rekreacyjne – korzystanie z prostytucji, palenie papierosów, branie narkotyków oraz seks homoseksualny. Jego zdaniem ich szkodliwości dowodzi częstsze niż w populacji ogólnej występowanie zachowań przestępczych, jazda samochodem pod wpływem alkoholu, częstsza utrata pracy, wyższe koszty opieki medycznej tej grupy i inne.
Twierdzi, że średnia długość życia osób homoseksualnych jest o 20–30 lat niższa niż heteroseksualnych. Jako dowód Cameron podaje nekrologi wyszukane przez niego w gazetach dla gejów i lesbijek (Washington Blade).
Cameron uważa, że istnieje głęboki związek między homoseksualizmem a przemocą domową. Jego zdaniem wynika to z przeprowadzonych przez niego badań, stwierdzających, że wielu sprawców przemocy domowej to osoby tej samej płci co ofiary, a większość z nich to homoseksualiści. Badania polegały na analizie wiadomości opublikowanych w dużych gazetach w latach 1980–2003. Z innego badania wynikło, że rodzice homoseksualni częściej biją, popełniają przestępstwa i kłamią. Badanie polegało na porównaniu 6 spraw sądowych dotyczących praw rodzicielskich w Wielkiej Brytanii.
Za mało wiarygodne uznał badania Kirkpatricka z lat 1976–2004, sugerujące brak różnic w grupach dzieci wychowywanych w rodzinach hetro- lub homoseksualnych (zob. rodzicielstwo osób LGBT); według Camerona zbyt liczne rozwody wśród heteroseksualnych rodziców stanowią istotną zmienną zakłócającą. Jego zdaniem, dokładna analiza badania Kirkpatricka wykazuje, że dzieci wychowywane przez homoseksualistów są w gorszej sytuacji. Z tym stanowiskiem nie zgadza się główny nurt psychologii.

## Krytyka
Amerykańskie Towarzystwo Psychologiczne wszczęło dochodzenie w związku z licznymi skargami psychologów na merytoryczną poprawność badań Camerona. W międzyczasie Cameron złożył rezygnację z członkostwa w Towarzystwie, jednak nie została ona rozpatrzona ze względu na toczące się dochodzenie. Zakończyło się ono w grudniu 1983 roku usunięciem Camerona z szeregów APA z powodu pogwałcenia kodeksu etycznego.
W 1984 Towarzystwo Psychologiczne Stanu Nebraska wydało oświadczenie, w którym odcięło się od prezentowanych przez Camerona interpretacji literatury naukowej. W 1986 Amerykańskie Towarzystwo Socjologiczne skrytykowało Camerona za nieustanne nadinterpretacje socjologicznych materiałów badawczych. Jednocześnie Towarzystwo stwierdziło, że wystarczy pobieżna analiza działalności Camerona, aby dojść do wniosku, że nie ma ona nic wspólnego z nauką. Nauka jest jedynie przykrywką działalności ideologicznej. (...) Niektórzy socjologowie są zszokowani poziomem nadużyć pana Camerona.
W 1996 Kanadyjskie Stowarzyszenie Psychologiczne wydało podobne oświadczenie, odcinające się od działalności Camerona i stwierdzające, że jest ona całkowicie oparta na nadinterpretacjach i błędach metodologicznych.
Tezy przytaczane przez badacza pozyskane m.in. od zaufanej kobiety, historia chłopca molestowanego przez geja w centrum handlowym, została sprawdzona przez policję, która wydała komunikat, że nic takiego nie miało miejsca.

## Wygrany proces o zniesławienie Camerona przez środowiska LGBT
Jak wynika z informacji Instytutu na rzecz Kultury Prawnej Ordo Iuris, toruńscy działacze LGBT (m.in. Stowarzyszenie Na Rzecz Lesbijek, Gejów, Osób Biseksulanych, Osób Transpłciowych oraz Osób Queer, „Pracownia Różnorodności”) przez kilka lat prowadzili systematyczne działania, mające na celu zdyskredytowanie renomy naukowej Camerona. Jak informuje fundacja, „W publikacjach internetowych oraz w listach otwartych do rektorów wyższych uczelni oraz Ministerstwa Nauki i Szkolnictwa Wyższego psychologa nazywano m.in. »naukowym hochsztaplerem«, odmawiając naukowego charakteru jego działalności oraz oskarżając o fałszowanie badań. Skutkowało to m.in. odwołaniem spotkań na niektórych uczelniach wyższych w kraju”.
Za systematyczne naruszanie jego dóbr osobistych w postaci dobrego imienia i renomy naukowej, Paul Cameron wytoczył proces stowarzyszeniu. 1 lipca 2015 r. Sąd Okręgowy przyznał rację żądaniom Paula Camerona, i zobowiązał Stowarzyszenie „Pracownia Różnorodności” do opatrzenia naruszających dobra osobiste artykułów odpowiednim komentarzem, opublikowania przeprosin na stronie Stowarzyszenia oraz wysłania do rektorów wyższych uczelni oświadczenia, w którym przeproszą za naruszenie dobrego imienia i renomy naukowej dr. Paula Camerona. Pozwani wnieśli apelację od wyroku i domagali się oddalenia powództwa. W wyroku z 30 marca 2017 r. Sąd Apelacyjny w Gdańsku częściowo przychylił się do apelacji obrony, przyznając, że "poglądy głoszone przez P. Camerona nt. osób homoseksualnych są "odosobnione" i że głosząc je publicznie P. Cameron musi się liczyć z krytyką". Jednocześnie podtrzymana została decyzja sądu I instancji, który uznał określenia formułowane wobec Paula Camerona (m.in. określanie go mianem "hochsztaplera") jako przekroczenie granic debaty publicznej i nakazał publikację przeprosin.

## Publikacje
- Paul Cameron The Life Cycle: Perspectives and Commentary, Dabor Science Publications, Oceanside, N.Y. 1977, ISBN 0-89561-057-4.
- Paul Cameron Sexual Gradualism: A Solution to the Sexual Dilemma of Teen-agers and Young Adults, HumLife Publications, Sun Valley, C.A. 1978
- Paul Cameron Exposing the AIDS Scandal, 1988
- Paul Cameron The Gay 90s: What the Empirical Evidence Reveals about Homosexuality, 1993